# تومي سترونج
تومي سترونج (بالإنجليزية: Tommy Strong)‏ هو لاعب كرة قدم بريطاني (وحمل سابقاً جنسية المملكة المتحدة لبريطانيا العظمى وأيرلندا) في مركز الظهير، ولد في 1890 في نيوكاسل أبون تاين في المملكة المتحدة، وتوفي في 15 يوليو 1917 في باد كاليه في فرنسا. لعب مع لينكولن سيتي أف سي.